# Serge Moscovici
Serge Moscovici (nascido Soli Moscovici, Brăila, 14/06/1925 – Paris, 16/11/2014) foi um psicólogo social romeno radicado na França. Trabalhou como director do Laboratoire Européen de Psychologie Sociale (Laboratório Europeu da Psicologia Social), que ele co-fundou em 1975 em Paris. Era também membro do European Academy of Sciences and Arts, da Légion d'honneur e do Russian Academy of Sciences. O seu filho, Pierre Moscovici, é um conhecido político francês. 

## Biografia
Moscovici nasceu na Roménia, no seio de uma família judia, que se mudava frequentemente, tendo Moscovici vivido algum tempo em Bucareste e Bessarábia.
Moscovici sofreu discriminação antissemita: em 1938 foi expulso de uma escola em Bucareste devido a legislação antissemita. Por isso, começou a aprender mecânica. 
Juntou-se ao partido Comunista Romeno, sob o pseudónimo Kappa. Durante a Segunda Guerra Mundial foi colocado num campo de trabalho durante regime de Ion Antonescu e foi libertado em 1944. Durante esses anos aprendeu sozinho francês e filosofia, através da leitura das obras de Baruch Spinoza e René Descartes. 
Depois, viajou pela Palestina, Alemanha e Áustria. Conheceu Isidore Isou,  com o qual fundou a revista artistica Da , que foi logo censurada.
Recusou filiar-se num partido e tornou-se soldador numa fábrica de Bucareste, que pertencia a Nicolae Malaxa.
Durante a ocupação soviética, Moscovici ia ficando mais desiludido com o comunismo. Começou a ajudar zionistas a passarem a fronteira e, em 1948, ele próprio imigrou para França. Em Paris, começou a estudar psicologia. Tornou-se amigo de Paul Celan e Isaac Chiva.
Em 1961 termina a sua tese, La psychanalyse, son image, son public, orientado pelo psicanalista Daniel Lagache. Depois, Moscovici dedicou-se ao estudo da epistemologia e da história das Ciências, auxiliado pelo filósofo Alexandre Koyré
.
Na década de 60 é convidado a dar aulas em três universidades de renome americanas. Foi também professor em Genebra. 
Em, 2003 recebeu o Prémio Balzan.

## Obras
- La psychanalyse, son image, son public, University Presses of France, 1961/1976 (No Brasil: A representação social da psicanálise, Zahar, 1978 (somente a primeira parte do livro); e A Psicanálise, sua imagem e seu público, Editora Vozes, 2012 - baseada na versão de 1976)
- Reconversion industrielle et changements sociaux. Un exemple: la chapellerie dans l'Aude, Armand Colin, 1961
- L’expérience du mouvement. Jean-Baptiste Baliani, disciple et critique de Galilée, Hermann, 1967
- Essai sur l’histoire humaine de la nature, Flammarion, 1968/1977
- La société contre nature, Union Générale d’éditions, 1972 / Seuil, 1994 (No Brasil: Sociedade contra Natureza, Editora Vozes, 1975)
- Hommes domestiques et hommes sauvages, Union Générale d’éditions, 1974 (Em Portugal: Homens domésticos e homens selvagens, Editora Bertrand, 1976)
- Social influence and social change, Academic Press, 1976.
- Psychologie des minorités actives, University Presses of France, 1979 (No Brasil: Psicologia das Minorias Ativas, Editora Vozes, 2011)
- L'Age des foules: un traité historique de psychologie des masses, Fayard, 1981
- La Machine à faire les dieux, Fayard, 1988 (No Brasil: A máquina de fazer deuses, Imago Editora, 1990; A invenção da sociedade, Editora Vozes, 2011)
- Chronique des années égarées: récit autobiographique, Stock, 1997 (No Brasil: Crônica dos anos errantes, Editora Mauad X, 2005)
- Social Representations: Explorations in Social Psychology, Polity Press, 2000 (No Brasil: Representações sociais: Investigações em psicologia social, Editora Vozes, 2012)
- De la Nature. Pour penser l'écologie, Métailié, 2002
- Réenchanter la nature. Entretiens avec Pascal Dibie, Aube, 2002.